# Aldea del Cano
Aldea del Cano is een dorp en gemeente in de Spaanse provincie Cáceres in de regio Extremadura. Aldea del Cano heeft 651 inwoners (1 januari 2016).

## Burgemeester
De burgemeester van Aldea del Cano heet Miquel Salazar Leo (2015 - 2019).

## Geografie
Aldea del Cano heeft een oppervlakte van 29 km² en grenst aan de gemeenten Cáceres, Casas de Don Antonio, Torrequemada en Torreorgaz.

## Wapen
De beschrijving van het wapen luidt in het Spaans als volgt:
Escudo de azur. Torre-campanario, de oro, mazonada de sable, aclarada de gules. Resaltada de un tuero de su color. Ambos terrazados de sinople. Bordura componada de seis compones, tres de Castilla y tres de León. Al timbre, corona real de España.

## Demografische ontwikkeling
Bron: INE, 1857-2011: volkstellingen

## Galerij

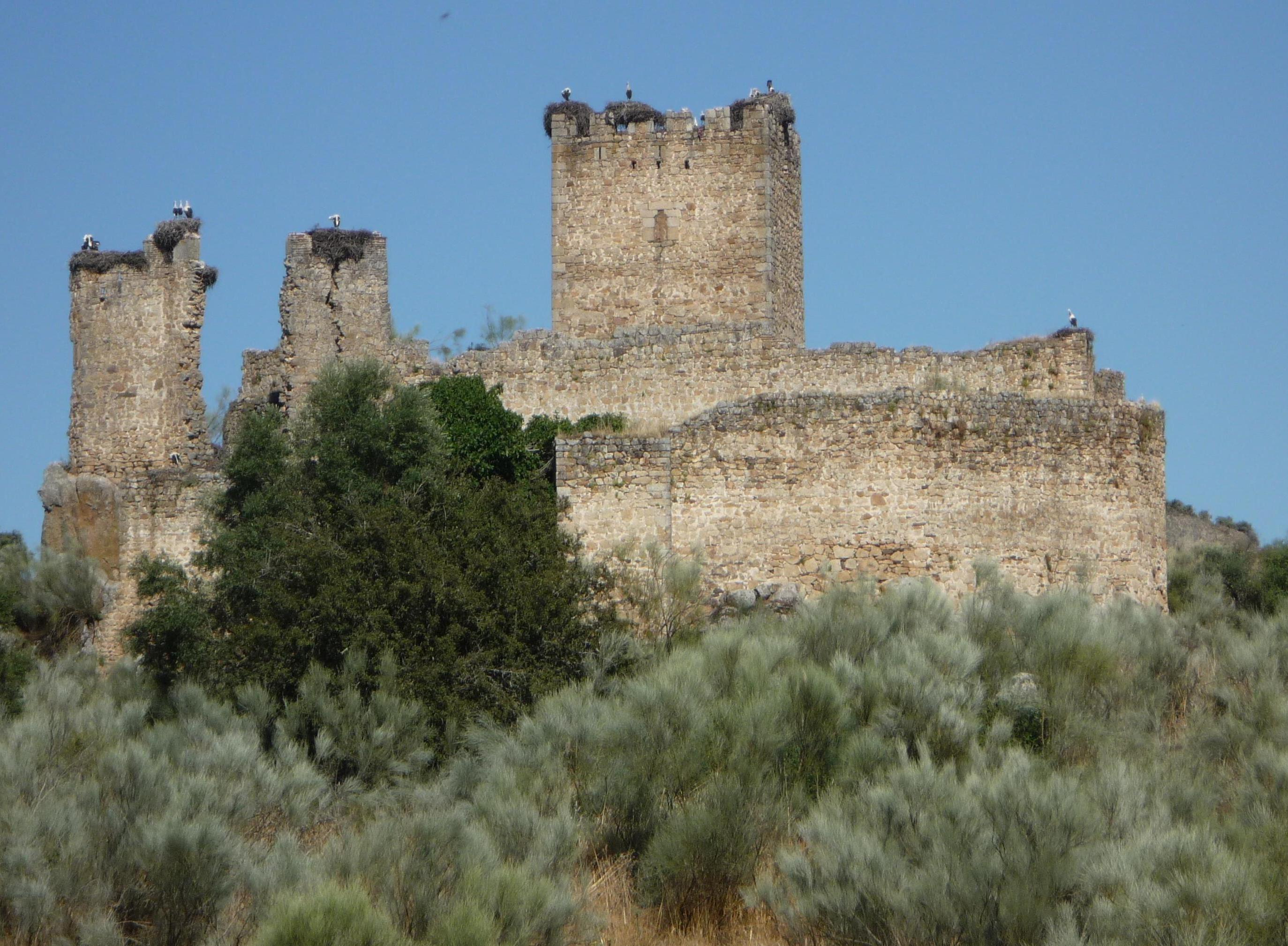
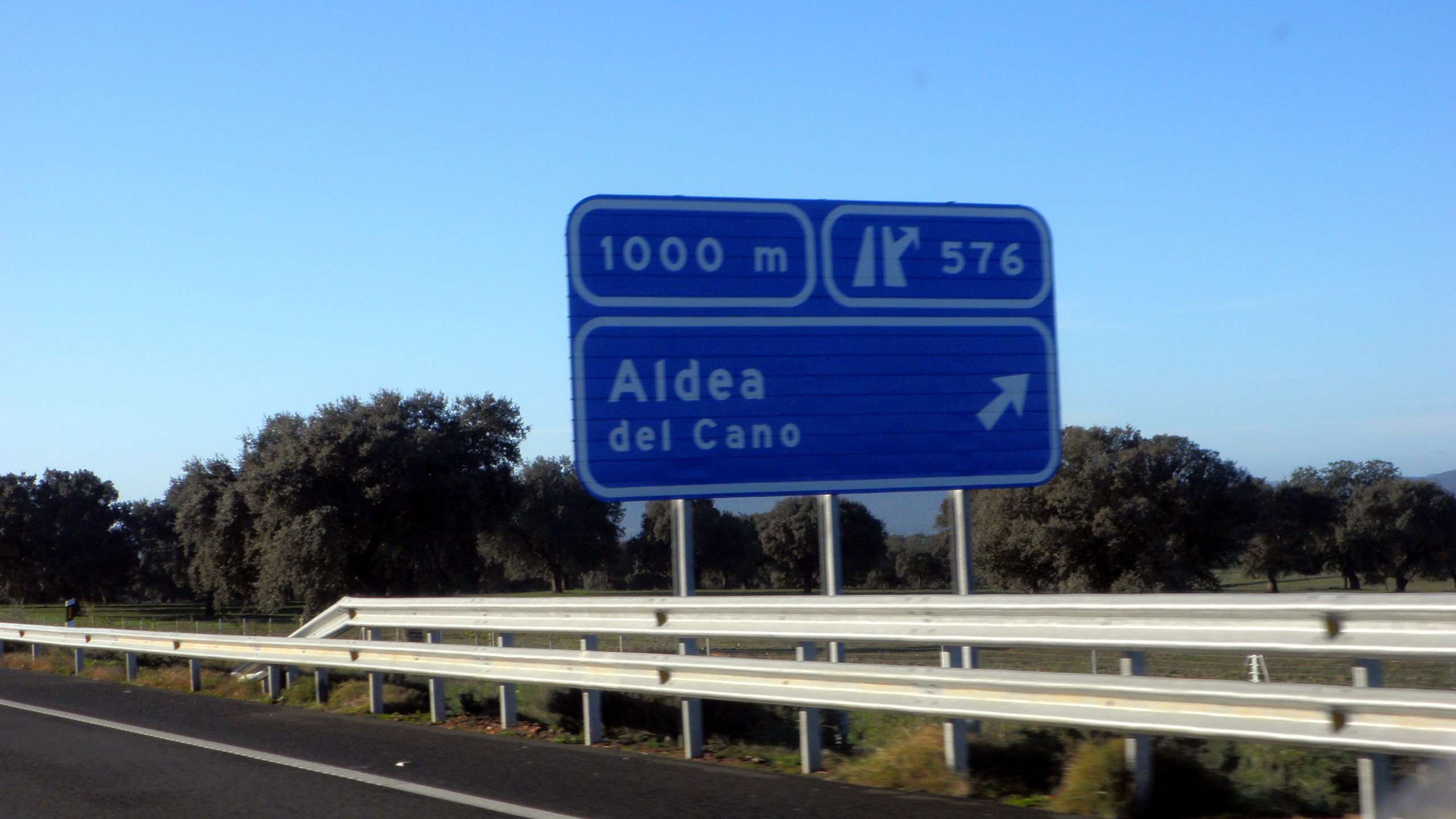
Afslag Aldea del Cano